# IC 2574
IC 2574 est une galaxie spirale intermédiaire située dans la constellation de la Grande Ourse à environ 10,7 millions d'années-lumière de la Voie lactée. Sa vitesse par rapport au fond diffus cosmologique est de 148 ± 7 km/s. Elle a été découverte par l'astronome américain Edwin Foster Coddington en 1898.
La classe de luminosité d'IC 2574 est V et elle présente une large raie HI. Elle renferme également des régions d'hydrogène ionisé. Avec une valeur de 14,7 mag/am2, IC 2574 est une galaxie à faible brillance de surface.

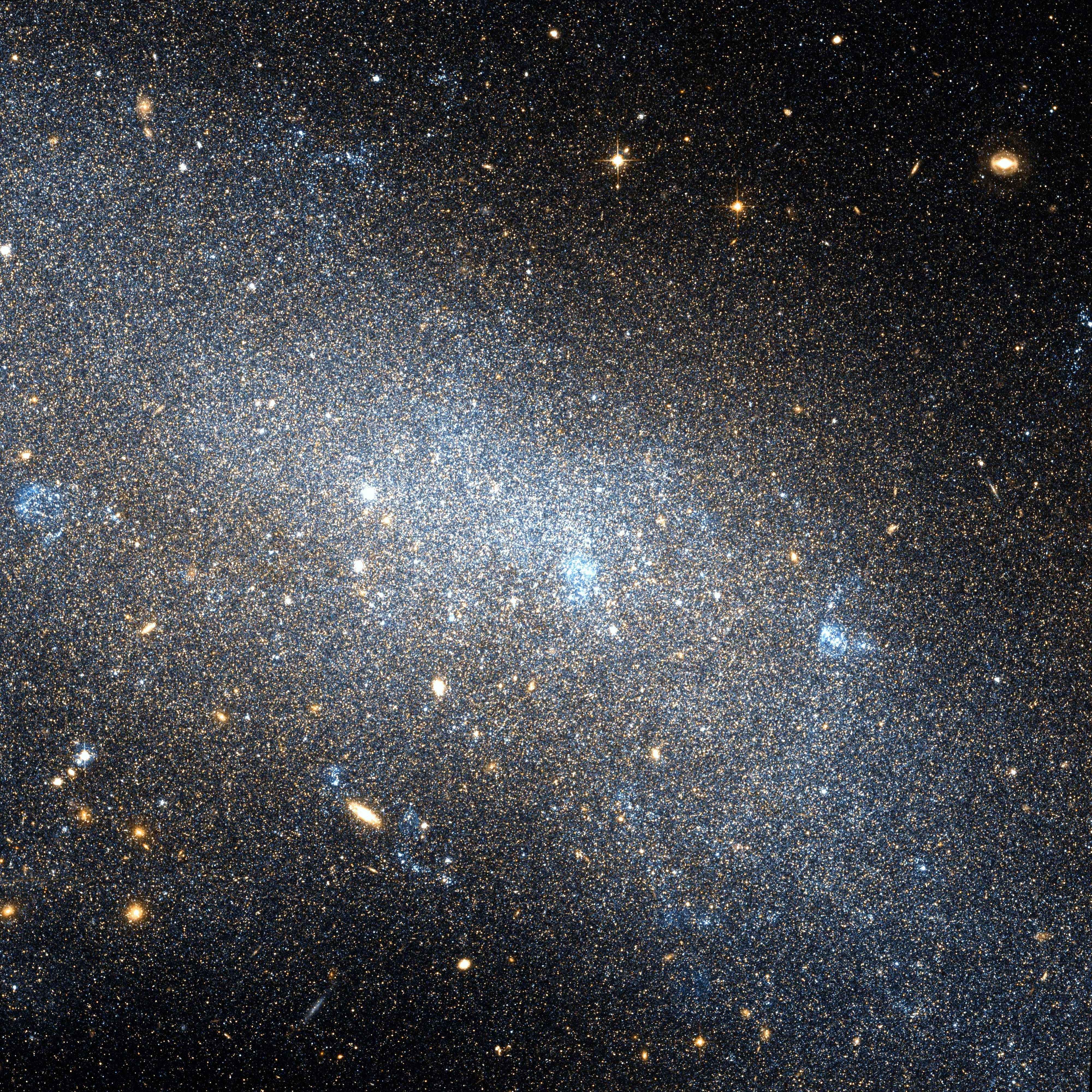
IC 2574 par le télescope spatial Hubble.

Cette galaxie est trop près du groupe local et on ne peut pas utiliser la loi de Hubble-Lemaître pour calculer sa distance puisque sa vitesse radiale est nulle. Heureusement, plus d'une vingtaine de mesures non basées sur le décalage vers le rouge (redshift) ont été réalisées. Ces mesures donnent une distance moyenne de 3,290 ± 0,938 Mpc (∼10,7 millions d'al).

## Groupe de M81
IC 2574 fait partie du groupe de M81,. Le groupe de M81 compte près d'une quarantaine de galaxies connues dont les plus importantes sont M81, M82 (NGC 3034), NGC 2366, NGC 2403, NGC 2976, NGC 3077, NGC 4236  et IC 2574. Les distances de ces galaxies ne peuvent être calculées en utilisant le décalage vers le rouge, car elles sont trop rapprochées de la Voie lactée.